# ウィトマー・ストーン

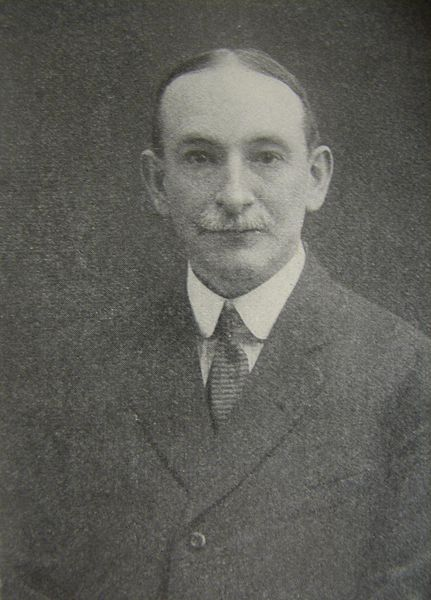
ウィトマー・ストーン

ウィトマー・ストーン（Witmer Stone、1866年9月22日 - 1939年5月24日）はアメリカ合衆国の博物学者である。フィラデルフィア自然科学アカデミー（1812年に設立されたアメリカ最古の科学研究所）で働いた。

## 略歴
ペンシルベニア州のフィラデルフィアで生まれた。博物学の広い分野に興味を持ち、多くの標本を集めた。幼い頃からの友人のブラウン兄弟、（3人兄弟のうちAmos Brownは後にペンシルバニア大学の地質学教授となり、Stewardson Brownはフィラデルフィア自然科学アカデミーの植物学科の学芸員となる）とブラウンと兄弟のフレデリク・ブラウンはウィルソン自然科学クラブを創設した。会の名はアメリカで鳥類図鑑を発行した博物学者、アレクサンダー・ウィルソンに因んで名付けられた。
1883年にフィラデルフィアのジャーマンタウン・アカデミー(Germantown Academy)を卒業した後、1888年にペンシルベニア大学で学位（A.B.）を得た。フィラデルフィア科学アカデミーにストーンは若い頃から何度も訪れていた、1891年にフィラデルフィア科学アカデミーに鳥類学部門ができた時、ストーンはペンシルベニア大学で、学位（A. M.）を得た。アカデミーの資金で行われた収集のための探検に1888年にバミューダへ、1890年にメキシコに旅した。1893年から1908年までは、アカデミーの学芸員助手を務め、1908年から1918年に学芸員、1918年から1925年に上級学芸員などを務め、1925年から1928年まで館長を務めた。鳥類標本の保存状況を改善し、任期中に標本数を14万点以上までに増加させた。
植物学の分野でも、フィラデルフィア植物クラブの説立時からの会員であり、地域の植物の分類学的知識を持ち、トーリー植物クラブとの合同会議の後、1900年の初めから10年ほど、ニュージャージー州南部への採集旅行を行い、多くの著作を行った。
著作は1885年に"American Naturalist"に"The Turkey Buzzard Breeding in Pennsylvania”が掲載されたのに始まり、1887年にはアメリカ鳥学会の雑誌、The Aukに“A migration of hawks at Germantown, Pennsylvania”を寄稿した。1890年に Delaware Valley Ornithological Clubを創立し、クラブから1894年に"The Birds of Eastern Pennsylvania and New Jersey"を執筆した。他に鳥類学の著作には "The Birds of New Jersey, Their Nests and Eggs" (1909)など数百がある。アメリカ鳥学会の雑誌、The Aukへの記事だけでも125に達した。
1885年にアメリカ鳥学会の会員になり、1892年にフェローに選ばれ、1898年からは理事会のメンバーとなり、鳥類保護委員会や分類・命名法委員会の会長などを歴任した後、1914年から副会長、1920年から1923年の間会長を務めた。
ニュージャージー州のケープメイの海岸の鳥類に関する著作、"Bird Studies at Old Cape May"で没後、アメリカ鳥学会からブリュースター・メダルを受賞した。